# Oppenau
Oppenau est une ville de Bade-Wurtemberg (Allemagne), située dans l'arrondissement de l'Ortenau, dans le district de Fribourg-en-Brisgau.

## Transport
Oppenau est reliée à Offenbourg par le train via la Renchtalbahn.